# Antocha (Orimargula) flavella
Antocha (Orimargula) flavella is een tweevleugelige uit de familie steltmuggen (Limoniidae). De soort komt voor in het Palearctisch gebied.